# Dactylactis marri
Dactylactis marri är en korallart som beskrevs av Eugène Leloup 1964. Dactylactis marri ingår i släktet Dactylactis och familjen Arachnactidae. Inga underarter finns listade i Catalogue of Life.